# Григорян, Арис Арсенович
Арис Арсени (Григорян, Арис Арсенович) (арм. Արիս Արսենի (Արիս Արսենի Գրիգորյան); 10 июня 1959, Кочогот, НКАО, Азербайджанская ССР, СССР) — армянский поэт, журналист, редактор газеты.

## Биография
Родился 10 июня 1959 года в селе Кочогот Мардакертского района Нагорно-Карабахской автономной области Азербайджанской ССР.
Окончил филологический факультет Степанакертского педагогического института.
Был корреспондентом Арцахского общественного телевидения (1988—1990, 1996), старшим редактором литературного журнала «Арцах» (1990—1993), военным корреспондентом газеты «Мартик» («Боец») (1995—2009).
Один из участников подпольной борьбы в рамках Карабахского движения, а также Первой карабахской войны, был редактором подпольной газеты АРФД в Нагорном Карабахе «Пайкар» («Борьба») (1989—1991). С 18 марта 2013 г. по 30 сентября 2020 г. являлся редактором газеты «Арцахи комунист» («Коммунист Арцаха»), а с 3 сентября 2019 г. по 31 декабря 2020 г. — главным редактором газеты «Армиутюннер» («Профсоюзы»).
Член Союза писателей СССР (1990), Союза писателей Армении (2004) и Союза писателей Нагорно-Карабахской Республики (1994).

## Произведения (на армянском языке)
1. Треснувшая тишина (стихи). Степанакерт, 1993
2. Андраник, то есть — отважный боец (стихи, очерк). Степанакерт, 1997
3. Запоздалый диалог с Араратом Казаряном  (очерк), 1997, 24 стр., тир. 400 экз.
4. ...И такая судьба  (очерк), 1998, 56 стр. (вкладка 4 листа), тир. 350 экз.
5. Звон памяти  (очерк), 2000, 12 стр., тир. 300 экз.
6. Минута молчания (поэма). Степанакерт, 2000
7. Глаза морского цветка (стихи). Степанакерт, 2001
8. Почему меня трогает шум леса? (стихи). Степанакерт, 2003
9. Симфония (стихи). Степанакерт, 2005
10. Жизнь и бессмертие Зервона Вартаняна (документальный очерк), 2005, 144 стр. + вкладка 8 листов (цвет. фот.), тир. 200 экз.
11. Берег (стихи и поэмы), 2007, 160 стр., тир. 250 экз.
12. Сатира в стихах и в прозе  (стихи, миниатюры и фельето́ны), 2008, стр. 80, тир. 250 экз.
13. Давай полюбить друг друга... (лирические стихи), 2008 г., 136 стр., тир. 500 экз.
14. Заслуженный рационализатор, Жизнь и деятельность Г. Ваняна (биографический-аналитический очерк), 2009, 112 стр., тир. 150 экз..
15. Дух смелости (документальный очерк), 2010, 160 стр., тир. 500 экз.
16. Сборник произведений, Книга первая (стихи и поэмы), 2013, 264 стр., тир. 300 экз.
17. Давай полюбить друг друга... (стихи, поэма), 2-е измененное и дополненное издание, 2016 г., 136 стр., тир. 500 экз.
18. На планете маленьких (детские стихи). Степанакерт, 2016, 44 стр., тир. 400 экз.
19. Сборник произведений, Книга вторая (эссе, очерки, статьи, сатира и фельетоны), Ереван, Издательство "Армав", 2019, 240 стр., тир. 250 экз.
20. ИЗБРАННЫЕ. По тропинке к вершине (стихи и поэмы), Ереван, Издательство "Армав", 2019, 224 стр., тир. 100 экз.
21. Актер Самвел Вирабян (монография), Степанакерт, изд. «Дизак плюс», 2021, 120 стр., тир. 250 экз.։
22. День за днём, час за час. Хронология Арцахских событий (1988-2022), Ереван, изд. «Эдит-принт», 2022, 228 стр., тир. 100 экз.։
23. С раннего детства выучил эта имя (стихи), Ереван, изд. «Цицернак», 2023, 64 стр., тир. 200 экз.։
24. Непокорная страна (стихи), Ереван, изд. «Новель», 2025, 96 стр., тир. 150 экз.։

## Произведения (на русском языке)
1. Жизнь и бессмертие Зервона Вартаняна (документальный очерк), 2005, 144 стр. + вкладка 8 листов (цвет. фот.), тир. 200 экз.

## Заслуги
1. Член Союзов писателей СССР (1990), Армении (2004), Арцаха (1994)
2. Лауреат премии Правительства НКР имени Егише (2004)
3. Лауреат премии Союза журналистов НКР (2005)

## Награды

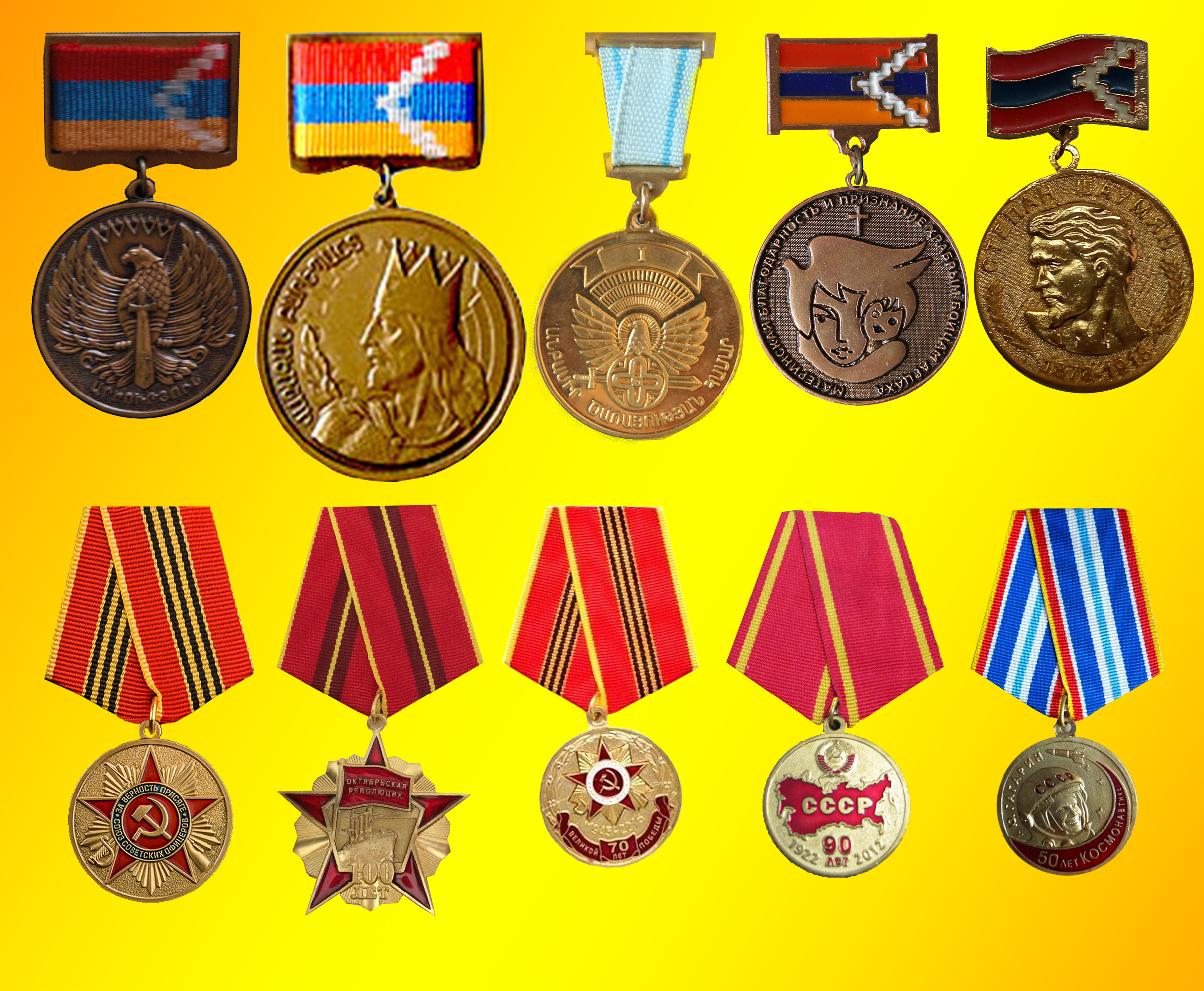
Награды Ариса Григоряна: медали НКР — «За боевые заслуги», «Вачаган Барепашт», медаль МО РА — «За безупречную службу I степени», медаль фонда НКР «Материнство» — «Материнская благодарность храбрым воинам Арцаха», памятная медаль КПНК — «Степан Шаумян», памятная медаль ССО РФ — «За верность присяге», памятные медали КПРФ — «100 лет Великой Октябрьской Социалистической Революции», «70 лет Великой победы», «В ознаменовании 90-й годовщины образования СССР», «50 лет космонавтике»

1. Медаль НКР - «За боевые заслуги» (No 6933) (2012)
2. Медаль НКР - «Вачаган Барепашт» (No 0280)[2] (2018)
3. Медаль МО РА - «За безупречную службу в рядах ВС НКР I степени» (2006)
4. Медаль фонда НКР - «Материнство» «Материнская благодарность храбрым воинам Арцаха» (2008)
5. Памятная медаль КПНК - «Степан Шаумян» (2015)
6. Памятная медаль ССО РФ - «За верность присяге» (2016)
7. Памятная медаль КПРФ - «100 лет Великой Октябрьской Социалистической Революции» (2017)
8. Памятная медаль КПРФ - «В ознаменовании 90-й годовщины образования СССР» (2012)
9. Памятная медаль КПРФ - «70 лет Великой победы» (2015)
10. Памятная медаль КПРФ - «50 лет космонавтике» (2011)